# Oslaria viridescens
Oslaria viridescens är en fjärilsart som beskrevs av William Schaus 1904. Oslaria viridescens ingår i släktet Oslaria och familjen nattflyn. Inga underarter finns listade i Catalogue of Life.